# 명탐정 코난: 흑철의 어영
《명탐정 코난: 흑철의 어영》(일본어: 名探偵コナン 黒鉄の魚影)은 2023년 공개된 일본의 애니메이션 영화로, 《명탐정 코난》의 26번째 극장판이다.

## 시놉시스
인터폴의 최첨단 정보 해양 시설인 ‘퍼시픽 부이’. 일본과 유럽의 CCTV 정보를 확인할 수 있을 뿐 아니라, 장기 수배범이나 유괴당한 피해자를 전 세계에서 찾아낼 수 있는 ‘전연령 인식’이라는 획기적인 AI 기술을 개발 중이다. 그러던 중 독일에서 검은 조직에 의해 유로폴 직원이 살해되는 사건이 발생하고 뒤를 이어 ‘전연령 인식’의 핵심 기술자가 납치된다. 나이와 상관없이 안면 인식이 가능한 기술이 검은 조직의 손에 들어가면 독약 APTX4869(아포톡신 4869) 개발 후 사망한 것으로 알려진 코드명 ‘셰리’이자 하이바라 아이도 위험하게 되는데! 코난, FBI, CIA, 공안 경찰이 합세, 하이바라 아이와 함께 전 세계를 위험에 빠지게 할 절체절명의 오션 배틀 로열이 시작된다!

네이버 영화

## 출연

### 주연
- 타카야마 미나미 / 김선혜 : 에도가와 코난 목소리 역
- 야마구치 캇페이 / 강수진 : 쿠도 신이치 목소리 역
- 야마자키 와카나 / 이현진 : 모리 란 목소리 역
- 코야마 리키야 / 이정구 : 모리 코고로 목소리 역
- 하야시바라 메구미 / 우정신 : 하이바라 아이 목소리 역

### 조연
- 호리 유키토시 / 서윤선 : 진 목소리 역
- 타치키 후미히코 / 시영준 : 워커 목소리 역
- 치바 시게루 / 이장원 : 럼 목소리 역
- 코야마 마미 / 양정화 : 베르무트 목소리 역
- 이노우에 키쿠코 / 김현심 : 키안티 목소리 역
- 키노시타 히로유키 / 최재호 : 코른 목소리 역
- 미츠이시 코토노 / 안영미 : 키르 목소리 역
- 후루야 토루 / 박성태 : 아무로 토오루/버번 목소리 역
- 무라세 야유무 / 이상호 : 핑가 / 그레이스 목소리 역
- 이케다 슈이치 / 이주창 : 아카이 슈이치 목소리 역
- 오키아유 료타로 / 최지훈 : 오키야 스바루 목소리 역
- 하시 타카야 / 권혁수 : 제임스 블랙 목소리 역
- 이치조 미유키 / 문선희 : 조디 스털링 목소리 역
- 노무라 켄지 / 안장혁 : 안드레 캐멀 목소리 역
- 챠후린 / 조동희 : 메구레 주조 목소리 역
- 유야 아츠코 / 한채언 : 사토 미와코 목소리 역
- 이노우에 카츠히코 / 서윤선 : 시라토리 닌자부로 목소리 역
- 키시노 유키마사 / 한상덕 : 쿠로다 효우에 목소리 역
- 토비타 노부오 / 손수호 : 카자미 유우야 목소리 역
- 타네자키 아츠미 / 박이서 : 나오미 아르젠트 목소리 역
- 사와무라 잇키 / 채안석 : 마키노 요스케 목소리 역
- 오가타 켄이치 / 유해무 : 아가사 히로시 목소리 역
- 이와이 유키코 / 여민정 : 요시다 아유미 목소리 역
- 타카기 와타루 / 김도희 : 코지마 겐타 목소리 역
- 오오타니 이쿠에 / 정선혜 : 츠부라야 미츠히코 목소리 역
- 마츠이 나오코 / 이용신 : 스즈키 소노코 목소리 역
- 사와키 이쿠야 / 황동현 : 우시오 칸지 목소리 역
- 미야하라 나미 / 유혜지 : 니나 발머 목소리 역
- 츠치다 히로시 / 이우리 : 한스 목소리 역

## 주제곡
- SPITZ : 아름다운 지느러미(美しい鰭)

## 평가
일본 Filmarks에서 평점 4.1점, 한국 왓챠피디아에서 평점 3.4점, 키노라이츠에서 지수 90.17%, 평점 3.4점을 받는 등 코난 극장판 시리즈에서 이어지던 암흑기를 깨는데 성공하였다는 호평이 많다.

### 평론가 평
시리즈의 쾌속 질주
코난의 숙적인 검은 조직이 7년 만에 극장판에 등장해 흥미를 끌어당긴다. 새로운 조직원이 나오는 극장판 구성을 따르면서 인기 캐릭터 하이바라 아이의 이야기가 중심에 놓여 모처럼 <명탐정 코난> 시리즈의 핵심을 다룬다. 코난과 하이바라의 관계뿐 아니라 검은 조직원들의 이해관계를 엮는 시리즈의 내공이 탄탄한 재미를 안긴다. 오션 어드벤처의 활기까지 더해져 여름 시즌에 적격이다. 극장판 시리즈 베스트에 오를 만한 완성도에 깔끔한 마무리, 다음 예고편 공개까지 팬들은 흡족하다.

정유미 (영화 저널리스트) | ★★★☆

시대에 맞춰 엮고 팽팽히
-박평식 (씨네21) | ★★★

재등장한 검은 조직 덕인가, 스토리와 액션 모두 준수
-이용철 (씨네21) | ★★★

간간이 터지는 적시타. 시리즈에서 하차할 수 없는 이유가 있다
-송경원 (씨네21) | ★★★

휘몰아치는 순간에도 또렷하게 응시할 줄 아는 뒷심
-이자연 (씨네21) | ★★★